# Ефект Ляйденфроста

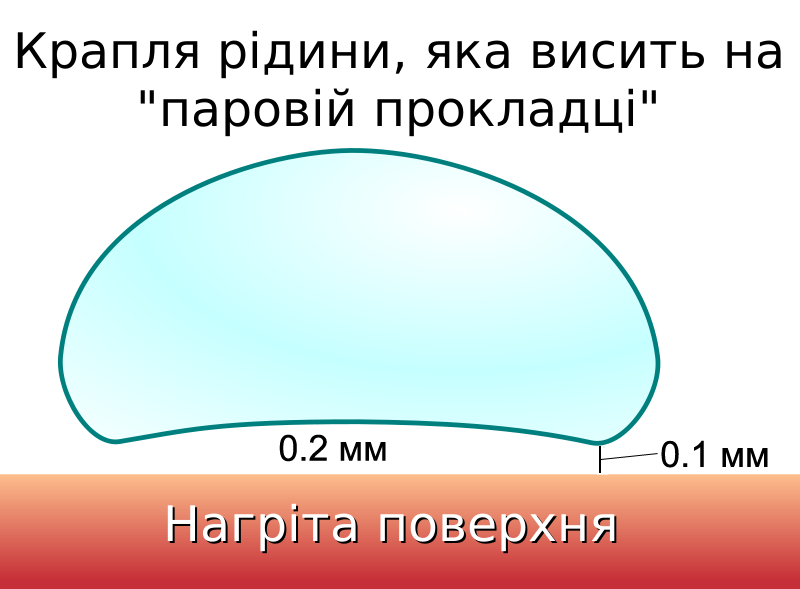

Ефект Ляйденфроста (або Ефект Лейденфроста) — явище, при якому рідина в контакті з тілом, що має температуру значно вищу за точку кипіння цієї рідини, створює ізолюючий шар пари, який запобігає швидкому викіпанню рідини.
Явище названо на честь Йоганна Готлоба Ляйденфроста, який порушив цю проблему в «Трактаті про деякі властивості звичайної води» в 1756 році, хоча до нього цей феномен досліджував Герман Бургаве в 1732 році.
У повсякденному житті явище найкраще спостерігати при приготуванні їжі: для оцінки температури сковороди на неї бризкають водою — якщо температура досягла або вже є вищою за точку Ляйденфроста, вода збереться в краплі, які будуть «ковзати» по поверхні металу і випаровуватися довше, ніж якби це відбувалося на сковороді, що нагріта вище точки кипіння води, але нижче точки Ляйденфроста. Цей же ефект відповідає за подібну поведінку рідкого азоту, пролитого на підлогу.
Найбільш видовищні його демонстрації досить небезпечні: наприклад, занурення мокрих пальців в розплавлений свинець, опускання руки в розплавлену сталь або випльовування рідкого азоту/пускання кілець випарів азоту. Останнє може призвести до смерті.
У 2005 році голландські фізики показали експериментально і описали модель ефекту в сипучих середовищах.

## Опис ефекту

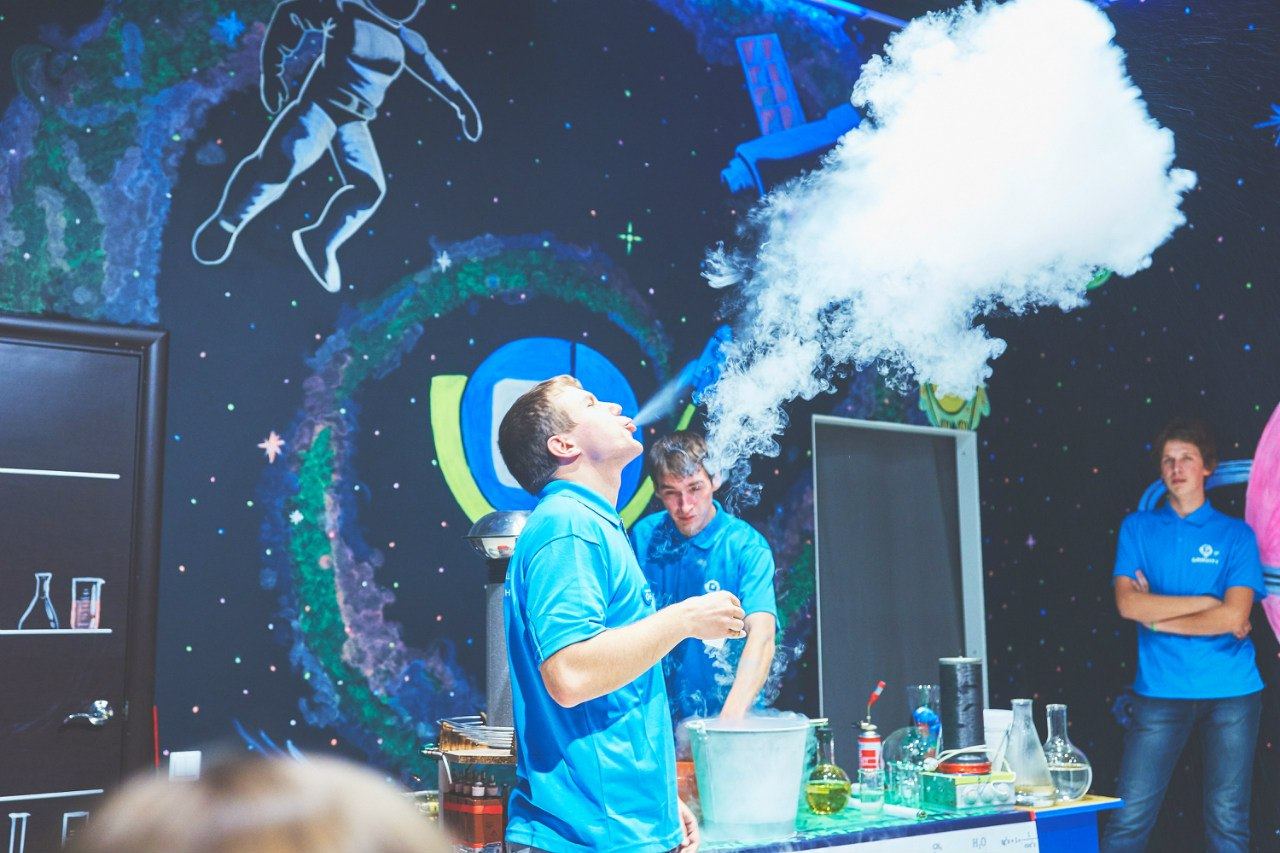
Випльовування рідкого азоту

Як говорилося вище, у випадку з водою ефект можна спостерігати, капаючи на сковороду по мірі її нагрівання. Спочатку, коли температура поверхні нижча 100 °C, вода просто розтікається по ній і поступово випаровується. По досягненні 100 °C краплі будуть випаровуватися з шипінням і набагато швидше. Далі, після того як температура проходить точку Ляйденфроста, починає проявлятися зазначений ефект: при контакті з пательнею краплі збираються в маленькі кульки і переміщуються по ній — вода знаходиться в пательні значно довше, ніж при більш низьких температурах. Явище спостерігається до тих пір, поки температура не стане настільки великою, що краплі почнуть випаровуватися занадто швидко для його проявів.
Основна причина — при температурах, що вищі точки Лейденфроста, нижня частина краплі миттєво випаровується при контакті з гарячою поверхнею. Отриманий в результаті газ підтримує частину краплі над нею, запобігаючи подальшому прямому контакту між рідкою водою і гарячим тілом. Так як теплопровідність пари значно нижча, теплообмін між краплею і пательнею сповільнюється, це дозволяє краплі «їздити» по пательні на шарові з газу під нею.

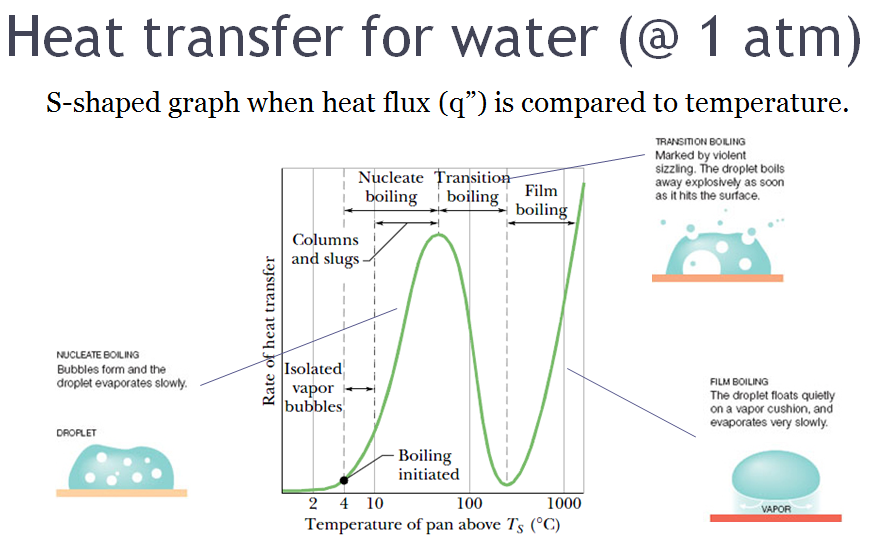
Поведінка води на гарячій пластині. На графіку показаний потік тепла в залежності від температури після точки кипіння. Ефект проявляється після т. зв. перехідного кипіння (transition boiling).

Температуру, при якій починає працювати ефект, непросто передбачити заздалегідь. Навіть якщо об'єм рідини залишається постійним, точка Ляйденфроста може змінюватися в складній залежності від властивостей поверхні, а також домішок у рідині. Деякі дослідження все ж проводилися на теоретичній моделі системи, що, однак, виявилося досить складним. Одна з досить грубих оцінок дає значення точки Лейденфроста для води на пательні в 193 °C.
Явище було також описано видатним конструктором парових котлів Вікторіанської епохи Вільямом Фейрберном, який бачив в ньому причину сильного зменшення теплообміну між гарячим залізом і водою в паровому котлі. У двох лекціях з конструкції котлів він цитував роботу, в якій крапля, що майже миттєво випаровувалася при температурі 168 °C, зберігалася протягом 152 секунд при 202 °C: виходило, що при більш низьких температурах в топці вода може випаровуватися навіть швидше. Варіант з підвищенням температури за точку Лейденфроста також розглядався Фейрберном, що повинно було б привести його до створення котлів, на зразок тих, що використовуються в паромобілях, однак, можливості техніки того часу навряд чи це дозволяли.
За точку Ляйденфроста також можна прийняти температуру, при якій «левітація» краплі триває найдовший час.

## Точка Ляйденфроста
Точка Ляйденфроста вказує початок сталого пароутворення з появою плівки газу навколо рідини. Це точка на кривій пароутворення, де потік тепла досягає мінімальних значень, а вся поверхня покрита шаром газу. Теплообмін між рідиною і нагрітою поверхнею відбувається завдяки теплопровідності і випромінюванню в процесі випаровування. В 1756 році Ляйденфрост спостерігав, як краплі на тонкому шарі пару повільно випаровуються по мірі руху по поверхні. Зі зростанням температури поверхні, випромінювання через плівку стає помітніший, зростає й потік тепла.
Мінімальне значення потоку тепла можна вивести з рівняння Зубера:
{\displaystyle {\frac {q}{A}}_{\text{min}}=Ch_{fg}\rho _{v}\left[{\frac {\sigma g(\rho _{L}-\rho _{v})}{(\rho _{L}-\rho _{v})^{2}}}\right]^{\frac {1}{4}},}
де всі величини взяті при температурі кипіння. Константа Зубера, C, дорівнює приблизно 0,09 для більшості рідин за нормального тиску.

## Співвідношення теплообміну
Коефіцієнт теплообміну може бути приблизно обрахований з рівняння Бромлі для стабільного плівкового кипіння:
{\displaystyle h=C\left[{\frac {k_{v}^{3}\rho _{v}g(\rho _{L}-\rho _{v}){\big (}h_{fg}+0{,}4c_{pv}(T_{s}-T_{\text{sat}}){\big )}}{D_{o}\mu _{v}(T_{s}-T_{\text{sat}})}}\right]^{\frac {1}{4}},}
де {\displaystyle D_{o}} — зовнішній діаметр трубки. Значення константи C — 0,62 для горизонтальних циліндрів і вертикальних пластин і 0,67 для сфер. Параметри пари взяті для температури плівки.
Для стабільного плівкового кипіння на горизонтальній поверхні Беренсон змінив рівняння Бромлі наступним чином:
{\displaystyle h=0{,}425\left[{\frac {k_{vf}^{3}\rho _{vf}g(\rho _{L}-\rho _{v}){\big (}h_{fg}+0{,}4c_{pv}(T_{s}-T_{\text{sat}}){\big )}}{\mu _{vf}(T_{s}-T_{\text{sat}}){\sqrt {\sigma /g(\rho _{L}-\rho _{v})}}}}\right]^{\frac {1}{4}}.}[прояснити]
Для вертикальних трубок Су і Вестуотер запропонували наступне рівняння:
{\displaystyle h\left[{\frac {\mu _{v}^{2}}{g\rho _{v}(\rho _{L}-\rho _{v})k_{v}^{3}}}\right]^{\frac {1}{3}}=0{,}0020\left[{\frac {4m}{\pi D_{v}\mu _{v}}}\right]^{0{,}6},}
де m — потік в lb·m/h (фунтах на метр за годину) через верхній кінець трубки.
При температурах вище тих, де спостерігається мінімальний потік тепла, стає помітною компонента випромінювання, що домінує при ще більш високих температурах. Отже, загальний коефіцієнт теплообміну краще брати як комбінацію двох згаданих. Бромлі запропонував наступні рівняння для зовнішніх поверхонь горизонтальних трубок:
{\displaystyle h^{\frac {4}{3}}=h_{\text{conv}}^{\frac {4}{3}}+h_{\text{rad}}h^{\frac {1}{3}},}
якщо[прояснити] {\displaystyle h_{\text{rad}}<h_{\text{conv}}},
{\displaystyle h=h_{\text{conv}}+{\tfrac {3}{4}}h_{\text{rad}}.}
Коефіцієнт ефективного випромінювання, {\displaystyle h_{\text{rad}}} може бути виражений як
{\displaystyle h_{\text{rad}}={\frac {\varepsilon \sigma (T_{s}^{4}-T_{\text{sat}}^{4})}{(T_{s}-T_{\text{sat}})}},}
де {\displaystyle \varepsilon } — випромінювальна здатність тіла, і {\displaystyle \sigma } — стала Стефана-Больцмана.